# Our Happy Hardcore
Az "Our Happy Hardcore" a Scooter második albuma. 1996. március 28-án jelent meg. Kétféle változatban adták ki. Az első (az 1996-os) kislemezei: Back in the UK, Let Me Be Your Valentine, Rebel Yell. A második változat 2000-ben jelent meg a JVC kiadásában, bár Németországban csak 2003-tól vált elérhetővé. Ez az album öt bónusz számot tartalmazott, közöttük a három kislemez remixeit. 2013-ban pedig, az együttes fennállásának 20. évfordulója alkalmából, "20 Years of Hardcore"-verzióban, kétlemezes kiadványként jelent újra meg. Megjelent CD-n, LP-n, és kazettán. 2021. július 30-án a lemez megjelenésének 25. évfordulója alkalmából limitált, narancsszínű bakelitlemezen újra megjelent.

## Áttekintés
A sikeres, de alapvetően még csak "bemelegítésnek" szánt első lemezt a klasszikus stílusjegyek megtartásával kívánta a Scooter továbbfejleszteni, ami sikerült is. Második lemezük jóval kiforrottabb, hangzásvilágát tekintve letisztultabb, mint az első. A debütáló album egysíkúságát itt már kreatív, változatos dalokkal igyekeztek ellensúlyozni. A számok többsége hosszú, 4-5 perces.

## A dalokról
A nyitódal a "Let Me Be Your Valentine", amely egyben kislemez is lett: gyors, tempós, H.P. kiabálásaival tarkítva egy hosszú rave-nóta. Az albumon a szám elején elhangzik egy részlet a skót temetési dallamból. Az ezt követő "Stuttgart" egy hosszú instrumentális dal, mely főként Rick zongorajátéka miatt élvezetes. A "Rebel Yell" egy Billy Idol-feldolgozás, gyors rave-tempóban. A "Last Minute" egy érdekes szerzemény: rave a javából, méghozzá a "Hava Nagila" feldolgozása, melynek a végén van egy egyre gyorsuló része. Az "Our Happy Hardcore"-ban Rick zongorázik lassabb betétekben, a gyorsabbaknál pedig H.P. szövegel, egy happy hardcore-dalban.
Az "Experience" egy instrumentális szerzemény, melyben található breakbeat is, de maga a szám egyenletesen gyors. A "This Is A Monstertune" fél-instrumentális, dallamával pedig előrevetíti a "Fire"-t. A "Back in the UK" kislemezre került szám lett. Ez Ron Goodwin Murder Ahoy című számának a feldolgozása, ami a Miss Marple újra nyomoz című sorozat főcímzenéje is lett. A "Hysteria" némiképp idegesítőbb, tempójában is lassabb, de erőteljes hangzású szám, és egy klasszikus zene feldolgozása is. A záró "Crank It Up" pedig egy nagyon gyors, nagyon erős instrumentális dal, kicsit hardcore-ba hajló elemekkel.

## Számok listája

### Eredeti kiadás
| #  | LP # | Cím                      | Szerzők                                      | Hossz |
| -- | ---- | ------------------------ | -------------------------------------------- | ----- |
| 1  | A1   | Let Me Be Your Valentine | H.P. Baxxter, Rick J. Jordan, Ferris Bueller | 5:42  |
| 2  | A2   | Stuttgart                | H.P. Baxxter, Rick J. Jordan, Ferris Bueller | 4:52  |
| 3  | A3   | Rebel Yell               | Billy Idol, Steve Stevens                    | 3:57  |
| 4  | A4   | Last Minute              | H.P. Baxxter, Rick J. Jordan, Ferris Bueller | 2:57  |
| 5  | A5   | Our Happy Hardcore       | H.P. Baxxter, Rick J. Jordan, Ferris Bueller | 5:25  |
| 6  | B1   | Experience               | H.P. Baxxter, Rick J. Jordan, Ferris Bueller | 4:56  |
| 7  | B2   | This Is A Monstertune    | H.P. Baxxter, Rick J. Jordan, Ferris Bueller | 4:22  |
| 8  | B3   | Back in the UK           | H.P. Baxxter, Rick J. Jordan, Ferris Bueller | 3:25  |
| 9  | B4   | Hysteria                 | H.P. Baxxter, Rick J. Jordan, Ferris Bueller | 5:18  |
| 10 | B5   | Crank It Up              | H.P. Baxxter, Rick J. Jordan, Ferris Bueller | 4:08  |

### 20 Years of Hardcore bónusztartalom
1. Back in the UK (Long Version)
2. Back in the UK (Tom Wilson Remix)
3. Back in the UK (Double M's Bassss Mix)
4. Back In Villabajo
5. Back In Kellys Mix (Paddy Frazer Mix)
6. Unity Without Words Part 2
7. Back In Ireland (Long Version)
8. Let Me Be Your Valentine (Commander Tom Remix)
9. Let Me Be Your Valentine (Itty-Bitty-Boozy-Woozy's Big Mega Blast)
10. Let Me Be Your Valentine (Shanin & Simon Remix)
11. Eternity
12. Rebel Yell (Extended Mix)
13. Euphoria
14. The Silence Of T.1210 Mk II

## Közreműködtek
- H.P. Baxxter (ének, szövegek)
- Rick J. Jordan (szintetizátor, keverés, szerkesztés)
- Ferris Bueller (szintetizátor, effektek)
- Marc Schilkowski (CD-borító)
- Andreas Kess (fényképek)

## Videóklipek
Három klip készült erről a lemezről.
A "Back in the UK" képi világa fekete-fehér, egy brit szállodában van a Scooter, ahol egy titokzatos kislány szép lassan eltesz mindenkit láb alól.
A "Rebel Yell" videója hasonlít a Vámpírok bálja című filmre: a Scooter tagjai egy vidéki kastélyba mennek fellépni, ahol mint kiderül, mindenki vámpír, és a vérükre szomjaznak.
A "Let Me Be Your Valentine" klipje a Vérbeli hajsza című film másolata: egy szerelmi bánattal küzdő hölgy testébe küldik be a Scooter lekicsinyített tagjait, hogy küzdjenek meg a testét megtámadó kórsággal.

## Helyezések
| Helyezések \| Ország \| Helyezés \| \| ------------------ \| ------------ \| \| Németország \| 17 \| \| Ausztria \| 16 \| \| Magyarország \| Platinalemez \| \| Írország \| 8 \| \| Csehország \| Aranylemez \| \| Lengyelország \| Aranylemez \| \| Svájc \| 9 \| \| Egyesült Királyság \| 24 \| \| Finnország \| 8 \| \| Svédország \| 31 \| \| Hollandia \| 54 \| |              |
| Ország | Helyezés     |
| Németország | 17           |
| Ausztria | 16           |
| Magyarország | Platinalemez |
| Írország | 8            |
| Csehország | Aranylemez   |
| Lengyelország | Aranylemez   |
| Svájc | 9            |
| Egyesült Királyság | 24           |
| Finnország | 8            |
| Svédország | 31           |
| Hollandia | 54           |

Kislemezek
| Év   | Kislemez                 | Németország | Svájc | Ausztria | Magyarország | Hollandia | Svédország | Norvégia | Egyesült Királyság | Finnország |
| ---- | ------------------------ | ----------- | ----- | -------- | ------------ | --------- | ---------- | -------- | ------------------ | ---------- |
| 1995 | Back in the UK           | 4           | 6     | 8        | -            | 29        | 39         | -        | 18                 | 17         |
| 1996 | Let Me Be Your Valentine | 14          | 23    | 9        | -            | -         | -          | -        | -                  | -          |
| 1996 | Rebel Yell               | 8           | 17    | 7        | -            | -         | 42         | -        | 30                 | 8          |

## Feldolgozások
- Rebel Yell: Billy Idol – Rebel Yell
- Last Minute: Hava nagila (tradicionális zsidó népitánc)
- Experience: a Datura "Angeli Domini" című számának kiadatlan remixéből készítették
- Back in the UK: Ron Goodwin – Murder She Says (az 1960-as évekbeli Miss Marple-sorozat főcímdala)
- Hysteria: Hysteria – Hysteria (There's No Reason To Be Disturbed)

## Egyéb
- A Crank It Up főcímdala Sascha Baron Cohen Brüno-ról szóló blokkjának a Da Ali G Show-ban. Amikor a Brüno 2009-ben egész estés film formájában is megjelent, a hozzá tartozó The Albüm című kiadványra is felkerült a dal (noha a film a Nessajával kezdődik). Egy erősen módosított verzió a film elején néhány másodperc erejéig, azonban a válogatáslemezre az eredeti került fel – annak ellenére, hogy "Brüno's Vienna Calling Mix" néven szerepel.
- A Hysteria érdekessége, hogy a Scooter tulajdonképpen saját magát dolgozta fel – az eredeti dalt ugyancsak Hysteria néven Rick J. Jordan készítette, de H.P. Baxxter neve is szerepel a borítón.